# Brod (Shtërpca)
Brod (albanska: Brod, serbiska: Brod) är en by i Kosovo. Den ligger i kommunen Opština Štrpce. Enligt den senaste folkräkningen år 2011 fanns det 1 680 invånare.

## Demografi
| Demografi | 2011 |
| --------- | ---- |
| albaner   | 1678 |
| okänt     | 2    |